# La Nena
La Nena es una localidad argentina ubicada en el departamento General Taboada de la provincia de Santiago del Estero. Se halla sobre la ruta provincial 7, la cual constituye su principal vía de comunicación vinculándola al oeste con Los Juríes y al este con la provincia de Santa Fe.
Cuenta con una escuela.

## Población
Cuenta con 91 habitantes (Indec, 2010), lo que representa un incremento del 8,3% frente a los 84 habitantes (Indec, 2001) del censo anterior.
| Gráfica de evolución demográfica de La Nena entre 1991 y 2010 |
|                                                               |
| Fuente: Censos nacionales del INDEC                           |